# Sphelodon ugaldei
Sphelodon ugaldei là một loài tò vò trong họ Ichneumonidae.